# Єресько Віктор Кіндратович
Ві́ктор Кіндра́тович Єре́сько (рос. Виктор Кондратьевич Ересько; нар. 6 серпня 1942, село Святошино Київської області, нині в складі Києва) — російський піаніст.

## Біографія
Навчався в Львівській спеціальній музичній школі. В 1965 році закінчив Московську консерваторію по класу Льва Наумова, у нього ж вдосконалювався в аспірантурі до 1967 року. Переможець Міжнародного конкурсу імені Лонг і Тібо (1963), лауреат третьої премії Міжнародного конкурсу імені Чайковського (1966). 1973 року став першим в історії музикантом, що виконав цикл з усіх фортепіанних творів Сергія Рахманінова на концертах з нагоди століття з дня народження композитора.
Виступає в основному за кордоном, співпрацює з найбільшими світовими оркестрами та диригентами. 1993 року був удостоєний французького Ордена мистецтв і літератури, ставши третім російським піаністом (після Володимира Ашкеназі та Святослава Ріхтера), що отримав цю нагороду.